# Gelai Lumbwa
Gelai Lumbwa è una circoscrizione rurale (rural ward) della Tanzania situata nel distretto di Longido, regione di Arusha. Conta una popolazione di 6 198 abitanti (censimento 2012).